# Lars Cronlund
Lars Cronlund, Lars Torsten Cronlund, (född 3 augusti 1953), svensk bergsbestigare. Cronlund började klättra i Stockholm på 1970-talet. 1975 deltog han i den svenska expeditionen till berget Nun (7 135 m ö.h.) i Indien och blev då en av de första svenskarna över 7 000 m. 1981 deltog han i den svenska Annapurnaexpeditionen, som försökte bestiga berget via den då obestigna ostkammen, över Glacier Dome (7 193 m ö.h.) och Roc Noir (7 485 m ö.h.). Expeditionen besteg dessa två förtoppar, men toppförsöket som gjordes av Cronlund och Sten-Göran Lindbladh fick avbrytas innan huvudtoppen nåddes.
Cronlund deltog också i den svenska Mount Everestexpeditionen 1987, som gjordes via North Col och North East Ridge. Toppförsöket gjordes av Cronlund och Daniel Bidner. Bidner fick avbryta på grund av ohälsa, men Cronlund slog följe med en amerikansk klättrare och de fick avbryta toppförsöket på cirka 8 600 meters höjd. 
Cronlund deltog även i den svenska Mount Everestexpeditionen 1991 under ledning av Jack Berg, som gick via den så kallade Japanese Couloir och Hornbein Couloir som gemensamt kallas Super Couloir på nordsidan. Som ende svensk i den expeditionen besteg Cronlund Mount Everest den 20 maj 1991.